# William Longstaff
Pour les articles homonymes, voir Longstaff.
Le capitaine William Frederick Longstaff (1879-1953) est un peintre australien de scènes de guerre, surtout connu pour ses peintures commémorant les morts de la Première Guerre mondiale.

## Biographie
Il est né à Ballarat, au Victoria et a fait la Guerre des Boers entre 1900 et 1901. Il a par la suite étudié à l’Heatherley School of Fine Art à Londres. Il est revenu en Australie où il a travaillé en tant que professeur d'art. En 1915, pendant la Première Guerre mondiale, il a rejoint la Première Force impériale australienne (AIF). En 1918 il a été attaché à la division d'art, à côté du peintre Arthur Streeton. 
Après la guerre, il a rejoint le groupe d'artistes qui ont travaillé pour l’Australian War Records Section, préparant le matériel pour le Mémorial australien de la guerre. Ses peintures comprennent la bataille du 8 août 1918 et la rupture de la ligne d'Hindenburg. En 1927 il a peint son œuvre la plus célèbre : Porte de Menin à minuit (Menin Gate at Midnight) qui a été achetée par le Mémorial australien de la guerre et admiré par les familles des victimes de guerre australiennes. D'autres peintures commémoratives sont allées en Nouvelle-Zélande et au Canada.
Il est mort en 1953, à Littlehampton, dans le Sussex.

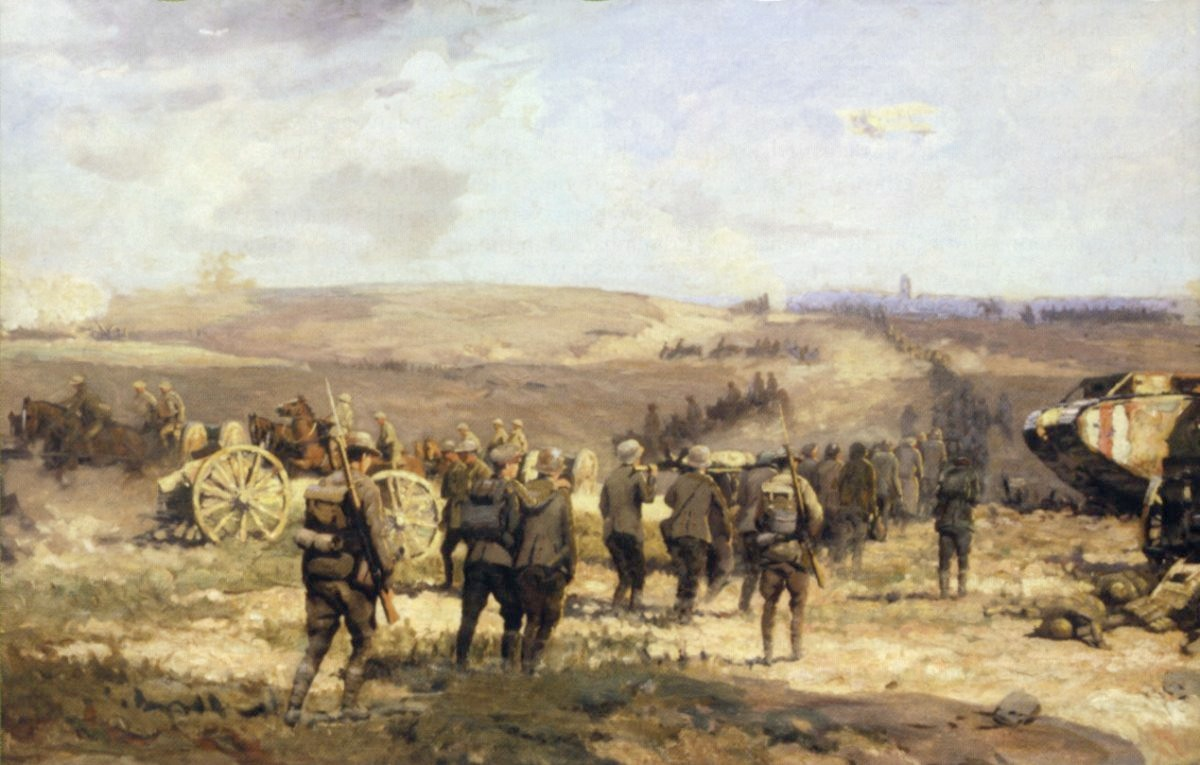
8th August, 1918, par Will Longstaff, 1918-19

## Œuvres principales
- 8 August, 1918 1918-19
- Breaking the Hindenburg Line, 1918-19
- Porte de Menin à minuit, 1926
- Immortal shrine (Eternal silence), 1928
- Ghosts of Vimy Ridge, 1931
- Carillon, 1932